# Liechtensteiner-Cup 1975-1976
La Liechtensteiner-Cup 1975-1976 è stata la 31ª edizione della coppa nazionale del Liechtenstein conclusa con la vittoria finale del USV Eschen/Mauren, al suo primo titolo.
Della competizione è noto solo il risultato della finale.

## Finale
| Eschen | USV Eschen/Mauren | 3 – 1 | FC Balzers |  |